# Charles Ng
Charles Ng Chi-Tat, (吴志达 吳志達) (Hong Kong, 24 dicembre 1960), è un serial killer cinese.
Si rese colpevole di numerosi crimini negli Stati Uniti negli anni ottanta. Si sospetta che abbia stuprato, torturato ed ucciso tra le 11 e le 25 vittime insieme al complice Leonard Lake nella Contea di Calaveras in California.
A seguito del suo arresto nel 1985 in Canada per rapina e possesso d'armi, dopo una lunga disputa legale tra Canada e Stati Uniti, Ng fu estradato in California, processato, e condannato a morte come responsabile di 11 omicidi accertati. Attualmente è in attesa dell'esecuzione della sentenza presso il braccio della morte del penitenziario di stato di San Quintino.

## Inizi
Charles Ng nacque a Hong Kong (all'epoca protettorato britannico), figlio di Kenneth Ng, un importante industriale cinese, e della moglie Oiping Ng. Da bambino, fu sottoposto a una ferrea disciplina e ad abusi da parte del padre. Da ragazzo, venne descritto come un tipo problematico solitario ed introverso, espulso da numerose scuole. Dopo essere stato arrestato a quindici anni per furto in un negozio, venne mandato, dietro insistenza del padre, alla Bentham Grammar School, una prestigiosa scuola privata situata in Inghilterra. Poco tempo dopo il suo arrivo, Ng fu espulso dalla struttura per reiterati furti ai danni dei compagni di scuola e fece ritorno a Hong Kong.
Ng si trasferì negli Stati Uniti nel 1978, e studiò biologia presso il College of Notre Dame di Belmont, California. Lasciò la facoltà dopo solo un semestre. In questo periodo, incontrò per la prima volta Leonard Lake e fece amicizia con lui. Poco tempo dopo, venne coinvolto in una rissa, e per evitare il procedimento giudiziario, si arruolò nell'esercito nel corpo dei Marines.

## Servizio militare nei Marines
Nel 1979 Ng divenne un Marine grazie all'aiuto, come da lui dichiarato, di un sergente reclutatore corrotto e di falsi documenti attestanti la sua nazionalità di cittadino statunitense. Dopo meno di un anno di servizio effettivo, venne arrestato dalla polizia militare per furto di armi automatiche presso la base militare di MCAS Kaneohe Bay alle Hawaii. Sottoposto a corte marziale, egli fuggì dal carcere nel 1980 e tornò in California, dove si riunì con Lake. Nel 1982, le autorità federali eseguirono una perquisizione nell'abitazione da loro condivisa a Ukiah, trovando grosse quantità di armi illegali ed esplosivi. Lake fu rilasciato dietro pagamento di una cauzione di 6,000 dollari; si diede alla macchia e girò per gli Stati Uniti celandosi sotto diversi pseudonimi. Ng ritornò agli arresti sotto custodia militare e si dichiarò colpevole di diserzione e furto di armi. Fu rimesso in libertà sulla parola grazie alla sua ammissione di colpa, e congedato con disonore dall'esercito nel 1984 dopo aver trascorso 18 mesi nella prigione militare di Fort Leavenworth.

## Omicidi
Dopo la sua scarcerazione, Ng contattò immediatamente Lake, che nel frattempo aveva preso in affitto un capanno nei pressi di Wilseyville ed invitò Ng a raggiungerlo. Accanto al capanno, Lake aveva costruito una struttura descritta nei suoi diari come il "dungeon" ("il sotterraneo"). Egli aveva già probabilmente assassinato suo fratello Donald, e il suo migliore amico Charles Gunnar, rubando il loro denaro e l'identità di Gunnar. Nel corso del seguente anno, Lake e Ng si abbandonarono a un'orgia sfrenata di stupri, torture, ed omicidi. Le loro vittime inclusero il vicino di casa Lonnie Bond, la sua fidanzata Brenda O'Connor, il loro figlioletto Lonnie Jr., Harvey e Deborah Dubs, e il figlio della coppia Sean. Secondo quanto dichiarato durante il processo, il loro modus operandi era quello di uccidere immediatamente gli uomini e i bambini per poi imprigionare, ed accanirsi sulle donne stuprandole e torturandole fino alla morte. Spesso, le sevizie venivano riprese con una telecamera, e in qualche caso anche i parenti delle vittime erano costretti ad assistere alle violenze (come nel caso di Deborah Dubs) prima di essere uccisi. Altre vittime conosciute della coppia includono colleghi di lavoro di Ng, parenti ed amici venuti a cercare Bond e la O'Connor, e due omosessuali.
I delitti di Ng e Lake sarebbero anche potuti proseguire a lungo se non fosse stato per la cleptomania di Ng. Il 2 giugno 1985 alcuni lavoratori di un deposito di legnami nel sud di San Francisco chiamarono la polizia per denunciare un furto singolare: un uomo di origini orientali se ne era andato dal magazzino rubando una morsa da 75 dollari, l'aveva posizionata nel baule di una Honda parcheggiata nelle vicinanze e poi era scappato a piedi prima che riuscissero a fermarlo. L'auto era ancora parcheggiata all'esterno del magazzino, al volante vi era Lake che cercò di pagare lui l'articolo rubato per risolvere la questione, ma gli agenti erano già giunti in loco. Gli ufficiali di polizia si accorsero che Lake non assomigliava per niente alla foto sulla sua patente, che risultò poi essere tale Robin Stapley, uomo di San Diego dichiarato disperso dalla famiglia svariate settimane prima. Quando poi nell'auto venne rinvenuta una pistola dotata di silenziatore, egli venne arrestato e successivamente identificato attraverso le impronte digitali. Alla centrale, mentre attendeva di essere condotto in carcere, Lake inghiottì delle pillole di cianuro che nascondeva nei vestiti e morì quattro giorni dopo.
La targa del veicolo di Lake era registrata a nome suo, ma l'auto stessa era invece intestata a Paul Cosner, scomparso nel novembre 1984. Le indagini circa il veicolo portarono la polizia presso l'abitazione di Lake a Wilseyville, dove furono rinvenuti il furgone di Stapley e l'auto di Bond, e dietro il capanno, il "dungeon". In un luogo di sepoltura improvvisato nelle vicinanze, la polizia rinvenne circa 18 kg. di frammenti di ossa umane bruciate e schiacciate corrispondenti ad un minimo di 11 corpi. Trovarono inoltre anche una "mappa del tesoro" scritta a mano, che li portò a scoprire due bidoni di benzina: uno contenente documenti e carte d'identità di parecchie vittime, cosa che suggerì come il numero totale delle persone assassinate potesse essere di oltre 25. Nel secondo bidone c'erano il diario di Lake per gli anni 1983 e 1984, e due nastri video che documentavano le sevizie su due delle vittime. In uno dei nastri, è visibile Ng che dice alla vittima Brenda O'Connor: «Puoi piangere e roba del genere, come il resto di loro, ma non servirà a niente. Siamo piuttosto... freddi, per così dire». Nell'altro video, si vede Deborah Dubs aggredita in maniera così brutale da "non poter essere sopravvissuta" alle ferite.
Ng, nel frattempo, era fuggito a Calgary, Alberta, in Canada, dove viveva sua sorella. Il 6 luglio 1985, venne arrestato per aver sparato a una guardia di sicurezza, tale Sean Doyle, ferendolo a una mano mentre questi tentava di arrestarlo per aver rubato una scatoletta di salmone affumicato da un supermercato. Accusato di furto, resistenza all'arresto, lesioni, e possesso di arma da fuoco senza licenza, fu condannato a quattro anni e mezzo di prigione. Dopo aver scontato la pena, rimase in carcere dietro richiesta di estradizione da parte delle autorità dello stato della California.
Dopo una lunga battaglia legale (Ng aveva infatti fatto ricorso contro la richiesta di estradizione dato che in Canada non è in vigore la pena di morte), nel 1991 egli venne estradato in California.

## Processo e condanna
In California, Ng fu imputato di dodici capi d'accusa per omicidio di primo grado. Dopo un cambio di sede processuale a Orange County, iniziò una serie prolungata di manovre evasive e tattiche di stallo. Egli fece causa allo stato della California per la sua temporanea detenzione presso il penitenziario di Folsom, e presentò ricorso contro quattro giudici assegnati al suo caso chiedendone la sostituzione. Cambiò una decina di avvocati citando anche qualcuno di essi in giudizio per incompetenza. Poi decise di difendersi da solo, e quando questo gli venne concesso, il fatto posticipò di un altro anno il processo. Il processo ebbe inizio nell'ottobre 1998, a 6 anni dalla sua estradizione negli Stati Uniti.
Nonostante le prove video e le confessioni presenti nei diari di Lake, Ng si dichiarò sempre e solo un testimone dei delitti — ascrivibili, secondo lui, unicamente a Lake che pianificò tutti i rapimenti, gli stupri, e le torture senza l'aiuto di nessun complice. Inoltre, si dichiarò psicologicamente succube di Lake che lo aveva influenzato a tal punto da spersonalizzarlo, affermò che gli abusi subiti da parte del padre quando era bambino fossero da considerarsi un'attenuante, e che la sua buona condotta in prigione dimostrava come la pena di morte dovesse essere commutata in ergastolo. Lo psichiatra Stuart Grassian testimoniò al processo dichiarando Ng affetto da disturbi della personalità, ma ammise di non aver visionato i filmati nei quali egli partecipa ai crimini. Lo psicologo Abraham Nievod si disse concorde con la diagnosi del Dott. Grassian, e propose alla corte l'ipotesi da lui formulata secondo la quale il comportamento criminale di Ng documentato nei filmati fosse da interpretarsi come un tentativo di emulare e compiacere Leonard Lake, la figura dominante nella coppia. Quattro guardie carcerarie, due vice sceriffi, il bibliotecario della prigione, e un consulente carcerario testimoniarono tutti che Ng era un prigioniero modello. I genitori di Ng testimoniarono entrambi confermando la sua infanzia problematica, ed espressero rimorso per i comportamenti deviati del figlio.
Nel febbraio 1999, Ng fu ritenuto colpevole di 11 dei 12 omicidi a lui imputati: 6 uomini, 3 donne, e due bambini; e condannato a morte. Il giudice motivò la sentenza dichiarando come l'imputato andasse considerato pienamente responsabile dei crimini ascrittigli poiché non esistevano prove evidenti che fosse "plagiato" sotto l'influsso di Leonard Lake. Il procedimento penale contro Ng costò allo Stato della California approssimativamente 20 milioni di dollari, all'epoca il processo più costoso nella storia della California. Charles Ng è attualmente in attesa di esecuzione presso il braccio della morte del Carcere di San Quintino.